# Paolo Baratella
Paolo Baratella (né en 1935 à Bologne et mort à Lucques le 3 mars 2023) est un peintre italien, lié au Pop art.

## Biographie
Paolo Baratella naît à Bologne mais grandit à Ferrare et s'installe ensuite à Milan. Il commence à exposer son travail à la toute fin des années 1950 d'abord en Italie puis en Allemagne, France, Espagne, Suisse, Belgique et en Russie. D'abord intéressé par la peinture informelle, il découvre le Pop art au début des années 1960 et se met à peindre des tableaux à sujet politique et social, très engagés, ce qui le rapproche d'autres artistes milanais comme Giangiacomo Spadari et Fernando De Filippi, aux côtés desquels il expose au Palais des Beaux-Arts de Bruxelles et au Musée d'art moderne de la Ville de Paris en 1973 et 1974. Dans son travail, Baratella utilise à la fois la peinture, le report photographique et le collage.
En 1968, il est des artistes qui participent à la Salle rouge pour le Vietnam, baptisée "Manifestation de soutien au peuple vietnamien", au sein du Salon de la jeune peinture. Ayant souvent exposé en France, le travail de Baratella est lié à la Figuration narrative française mais dans une veine plus pop. Il est d'ailleurs retenu par le critique français Gérald Gassiot-Talabot pour l'exposition Mythologies Quotidiennes 2, organisée en 1977 au Musée d'Art moderne de la Ville de Paris, qui se veut une anthologie de ce pop à la française qu'est la Figuration narrative.
Baratella participe à la Biennale de Venise en 1972, 1989 et 2011. Plusieurs expositions muséales lui ont été consacrées au fil du temps, en Italie et à l'étranger. Il meurt le 3 mars 2023, à 87 ans.